# John Hartcliffe
John Hartcliffe (1651 - 16 de agosto de 1712) foi um cónego de Windsor de 1691 a 1712 e diretor da Merchant Taylors 'School, Northwood .

## Carreira
Ele foi King's Scholar no Eton College e, de seguida, educado no King's College, Cambridge e graduou-se BA em 1673, MA em 1676 e BD em 1689.
- Diretor da Merchant Taylors 'School, Northwood 1681-1686
- Vigário de Twickenham, Middlesex 1708 - 1712

Ele foi nomeado para a décima segunda bancada na Capela de São Jorge, Castelo de Windsor, em 1691, e manteve a posição até 1712. Ele foi enterrado na capela.